# Fritz Sauckel

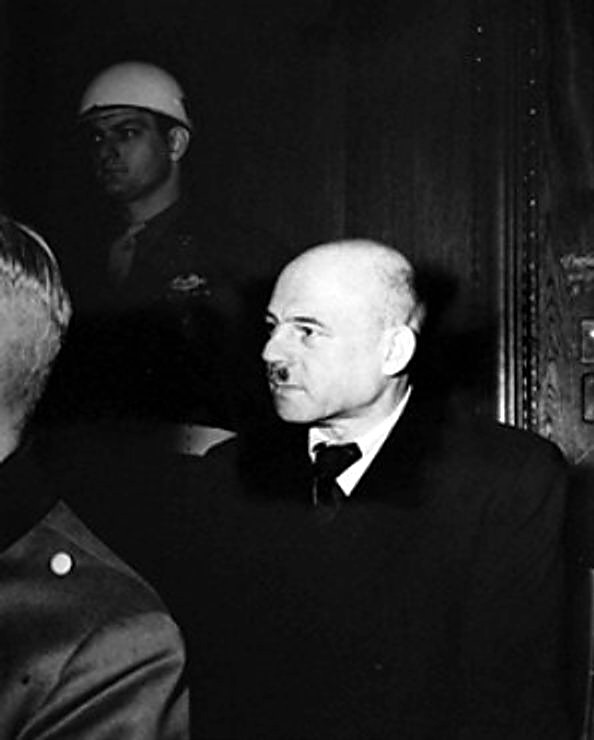
Fritz Sauckel während des Nürnberger Prozesses, 1946

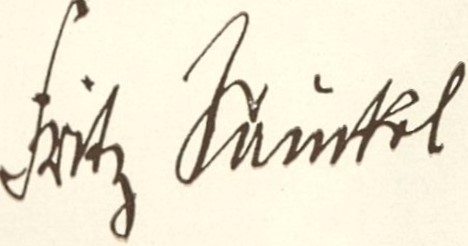
Signatur (1934)

Ernst Friedrich Christoph Sauckel (* 27. Oktober 1894 in Haßfurt, Unterfranken; † 16. Oktober 1946 in Nürnberg) war ein deutscher Politiker, seit 1927 NSDAP-Gauleiter in Thüringen, von August 1932 bis Mai 1933 Leitender Staatsminister des Landes Thüringen, ab 1933 Reichsstatthalter in Thüringen und von 1942 bis 1945 Generalbevollmächtigter für den Arbeitseinsatz. Als solcher trug er die Verantwortung für aus dem Ausland verpflichtete Arbeitskräfte und damit auch für Zwangsarbeit unter dem Nationalsozialismus.
Sauckel gehörte zu den 24 angeklagten Personen im Nürnberger Prozess gegen die Hauptkriegsverbrecher vor dem Internationalen Militärgerichtshof und wurde am 1. Oktober 1946 in zwei von vier Anklagepunkten schuldig gesprochen, zum Tod durch den Strang verurteilt und später hingerichtet.

## Leben
Fritz Sauckel kam 1894 in Haßfurt am Main als einziger Sohn eines Postbeamten und einer Näherin zur Welt. Mit 15 Jahren verließ er das Gymnasium ohne Abschluss und fuhr zur See bei der norwegischen, schwedischen und deutschen Handelsmarine. Beim Beginn des Ersten Weltkriegs befand er sich auf einem deutschen Schiff auf dem Weg nach Australien, wurde gefangen genommen und war bis 1919 in einem französischen Internierungslager. Dort begann er, sich politisch und insbesondere antisemitisch zu orientieren.
Nach dem Krieg lebte Sauckel zunächst sehr ärmlich als Hilfsarbeiter. Er übernahm die NS-Ideologie, aus der er ableitete, die Juden seien an seiner Lage schuld, und das „Weltjudentum“ sei zu bekämpfen. In den frühen 1920er Jahren war Sauckel Kreisleiter von Unterfranken im Deutschvölkischen Schutz- und Trutzbund. 1923 wurde er Mitglied der Nationalsozialistischen Deutschen Arbeiterpartei (Mitgliedsnummer 1.395), wenig später wurde er zum Ortsgruppenleiter in Ilmenau sowie zum Bezirksleiter der Partei in Thüringen gewählt. Nach dem gescheiterten Hitler-Ludendorff-Putsch 1923 versuchte er die Parteigefolgschaft in Thüringen zusammenzuhalten. 1924 gründete er die völkische Kampfzeitung Der Deutsche Aar. Im selben Jahr heiratete er Elisabeth Wetzel, mit der er zehn Kinder hatte. 1925 wurde Sauckel Geschäftsführer des Thüringer Landesverband der NSDAP.

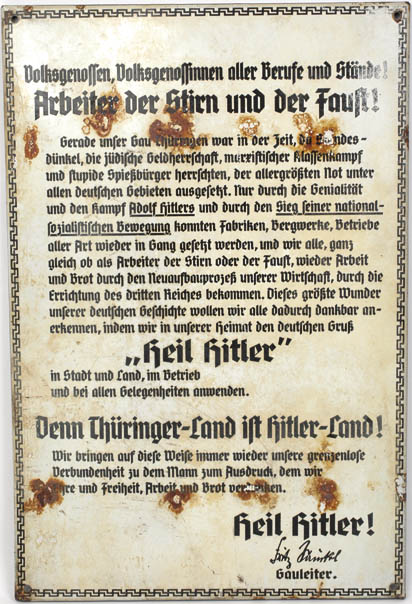
Aufruf des Gauleiters Sauckel zum Hitlergruß als Zeichen der Dankbarkeit (ca. 1934)

Nach dem von ihm organisierten Sturz des bisherigen Gauleiters Artur Dinter wurde Sauckel 1927 Gauleiter des NSDAP-Gaues Thüringen. Mit den Wahlerfolgen der NSDAP 1929 zog Sauckel in den Thüringer Landtag ein und wurde deren Fraktionsvorsitzender. Unter der Baum-Frick-Regierung zog die NSDAP zum ersten Mal in eine deutsche Landesregierung ein, aus der sie am 1. April 1931 jedoch durch ein Misstrauensvotum wieder ausgeschlossen wurde. Nach dem Wahlsieg im Juli 1932 stellte die NSDAP mit 42,5 % der Stimmen, zusammen mit dem Thüringer Landbund die Regierung, und der VI. Thüringer Landtag wählte Sauckel am 26. August 1932 zum Staatsminister des Inneren. Er übernahm auch den Vorsitz der Landesregierung.

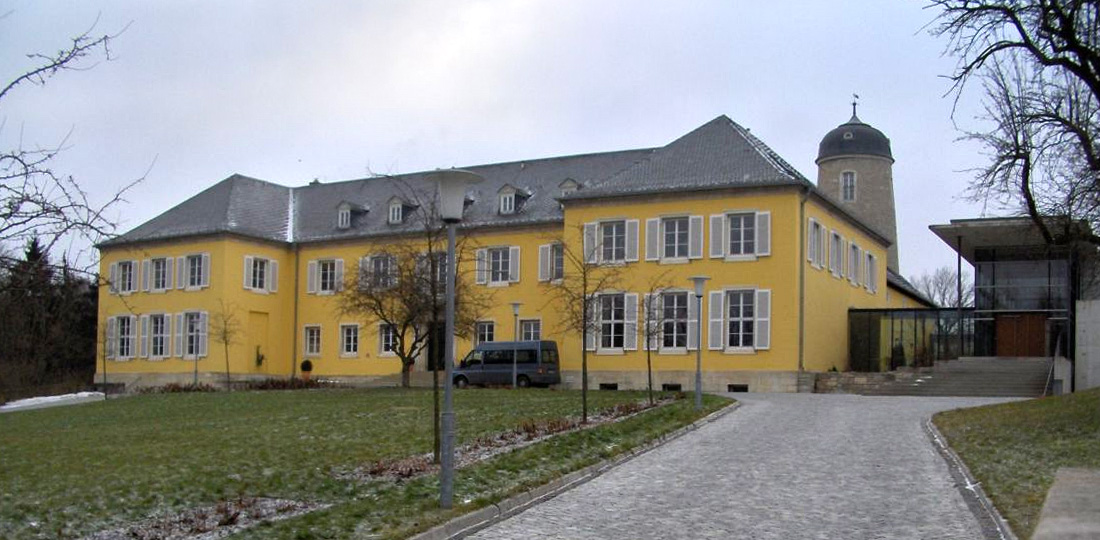
Villa Sauckel in Weimar, Straßenseite

Nach der Reichstagswahl März 1933 wurde er am 5. Mai Reichsstatthalter in Thüringen; am 8. Mai folgte ihm der unter seiner Abhängigkeit stehende Willy Marschler als Ministerpräsident von Thüringen. Sauckels früherer Freikorpskamerad Karl Astel übernahm 1933, von ihm protegiert, das neugegründete „Thüringer Landesamt für Rassewesen“ in Weimar. Am 12. November 1933 wurde Sauckel Mitglied des Reichstages und 1934 zum SS-Gruppenführer (SS-Nr. 254.890) ehrenhalber ernannt.
Am 27. Mai 1936 gründete er die Wilhelm-Gustloff-Stiftung in Weimar und wurde durch Adolf Hitler zum Stiftungsführer dieses Rüstungskonzerns ernannt. In Weimar bewohnte er ab 1938/1939 die Villa Sauckel, die Hermann Giesler für ihn entworfen hatte. Mit Beginn des Zweiten Weltkriegs am 1. September 1939 wurde er Reichsverteidigungskommissar für den Wehrkreis IX in Kassel. 1942 stieg er zum SS-Obergruppenführer auf.

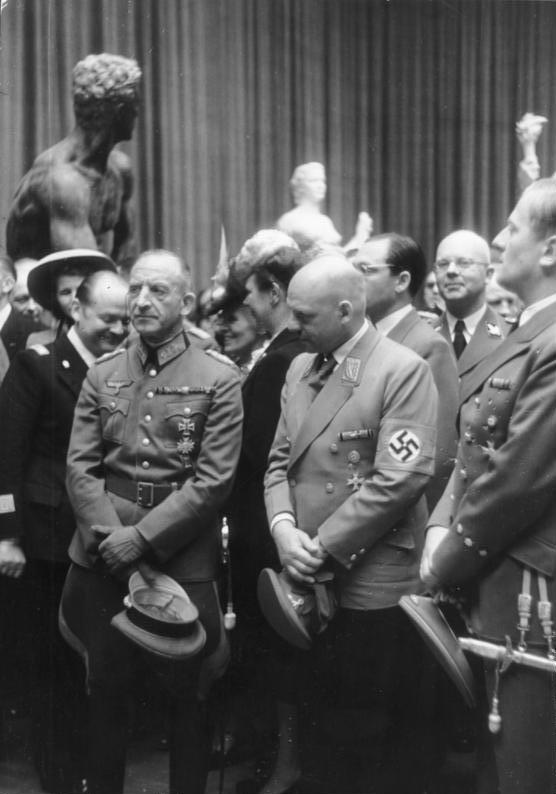
Gauleiter Fritz Sauckel (Bildmitte), 15. Mai 1942 im von der Wehrmacht besetzten Paris bei der Eröffnung einer Arno-Breker-Ausstellung

Am 21. März 1942 wurde Sauckel Generalbevollmächtigter für den Arbeitseinsatz (GBA). Als solcher war er für die Deportation von etwa 7,5 Millionen ausländischen Arbeitskräften nach Deutschland verantwortlich, die für die deutsche Industrie und Landwirtschaft, vor allem aber in den Rüstungsbetrieben Zwangsarbeit verrichten mussten. Die große Zahl dieser Menschen, die gewaltsam in das Reich verbracht wurden, stammte aus Polen und der Sowjetunion.
In Belgien waren bis 1942 über 300.000 Arbeitskräfte für den Einsatz im Reich, mehr gezogen als auf freiwilliger Basis, angeworben worden; Sauckel setzte gegen den Widerstand von General Alexander von Falkenhausen (Militärbefehlshaber in Belgien und Nordfrankreich) durch, dass sie ab dann zwangsrekrutiert wurden. Falkenhausen lehnte Anfang 1944 den von Sauckel verlangten geschlossenen Einsatz des Jahrganges 1925 entschieden ab; Sauckel erklärte Falkenhausen zu seinem persönlichen Feind und bewirkte, dass er vier Tage später seiner Stellung enthoben wurde. Die Verpflichtung von Zwangsarbeitern aus dem Ausland wurde umgangssprachlich bald als „heraussauckeln“ bezeichnet.
1944 beaufsichtigte Sauckel den Bau einer unterirdischen Flugzeugfabrik in einem ehemaligen Kaolinbergwerk in Thüringen, REIMAHG, zum Bau von Düsenjets, der Messerschmitt Me 262.

## Sauckel und der Nürnberger Prozess

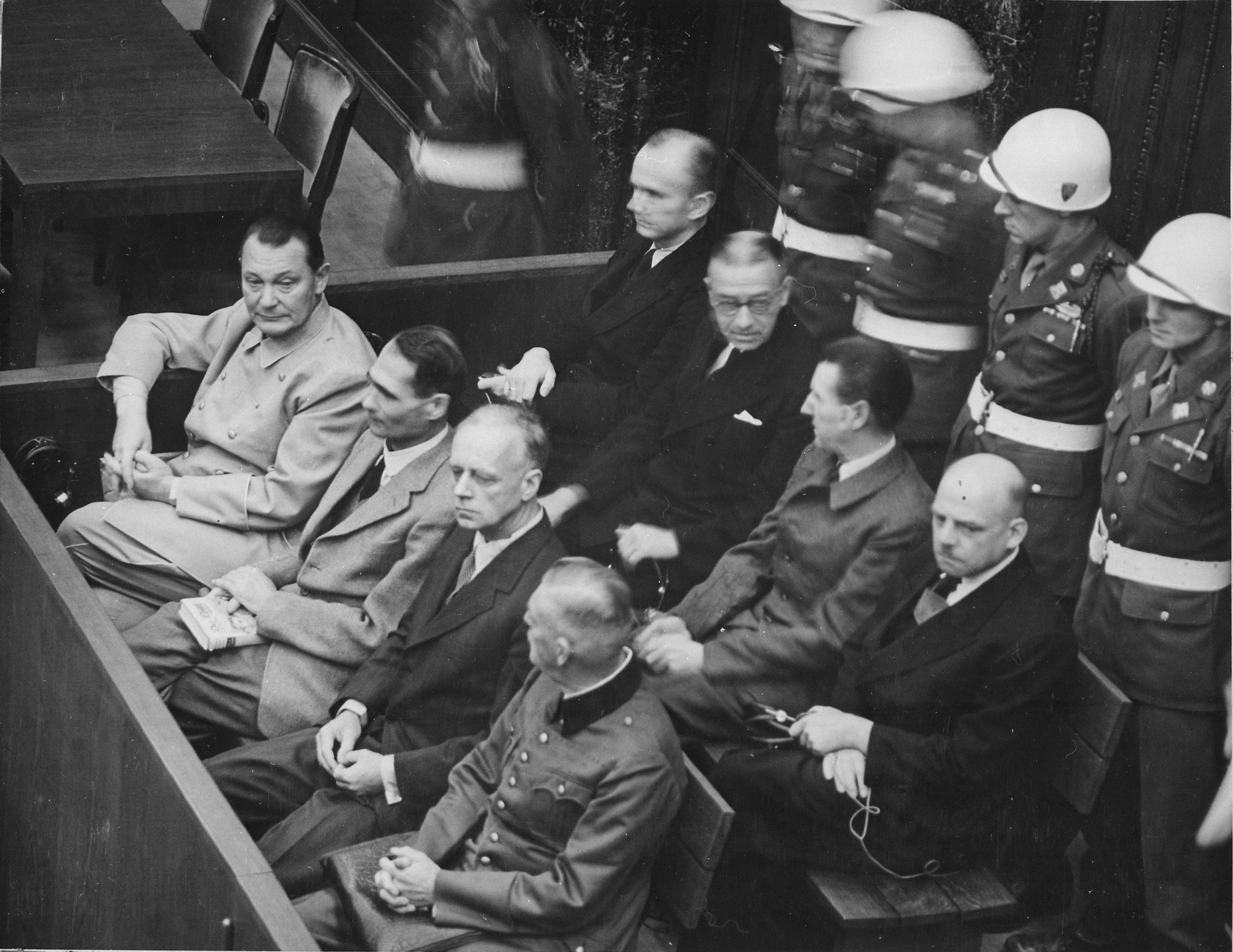
Acht der Angeklagten in Nürnberg (vordere Reihe v. l. n. r.: Hermann Göring, Rudolf Heß, Joachim von Ribbentrop, Wilhelm Keitel, dahinter: Karl Dönitz, Erich Raeder, Baldur von Schirach, Fritz Sauckel)

Im Nürnberger Kriegsverbrecherprozess fiel Sauckel durch seinen starken fränkischen Dialekt auf, so dass er oft sowohl von den Dolmetschern als auch von den Richtern aufgefordert wurde, verständlicher zu sprechen. Sauckels Verteidiger Robert Servatius versuchte nachzuweisen, dass die Verschleppung von mehr als fünf Millionen Fremdarbeitern in das Reich unter häufig entsetzlichen Bedingungen weder illegal noch unmenschlich gewesen sei. Es wurde behauptet, Sauckel habe keine absolute Vollmacht bei der Abwicklung dieses Programms gehabt, er sei von Natur aus keineswegs grausam und habe „nur seine Pflicht getan“.
In der Vorberatung plädierten die Vertreter der Sowjetunion auf schuldig in allen vier Anklagepunkten. Bei zwei Gegenstimmen wurde Sauckel für schuldlos nach Punkt I und II (Gemeinsamer Plan oder Verschwörung und Verbrechen gegen den Frieden) befunden, einstimmig hingegen für schuldig nach III und IV (Kriegsverbrechen und Verbrechen gegen die Menschlichkeit wegen der Verschleppung von Millionen Menschen) und deshalb zum Tode durch den Strang verurteilt. Sauckel hatte ein Todesurteil nicht erwartet, brach in Tränen aus und hielt Übersetzungsfehler seiner Aussagen für ursächlich. Er selbst sei nie ein grausamer Mensch gewesen. Ein völliges Unverständnis gegenüber dem Todesurteil zeigt auch sein letztes Schriftzeugnis, betitelt „Mein Vermächtnis für das deutsche Volk“.
Sauckel konnte nicht fassen, dass der mitangeklagte Reichsminister für Rüstung und Kriegsproduktion Albert Speer, auf dessen Anforderung Sauckel immer neue Schübe von Zwangsarbeitern geliefert hatte, lediglich mit einer Gefängnisstrafe davonkam. Von Sauckel sind aus der Haftzeit zwei längere biografische Rechtfertigungsschreiben erhalten. In einem davon bestreitet er eine antisemitische Gesinnung, obwohl „zahlreiche Einsprengsel in seinen Ausführungen dies ad absurdum führen“. In seiner Selbstdarstellung zeichnet er von sich ein Bild als nationaler Sozialist und vaterlandsliebender Idealist; die gute Idee sei von wenigen Fehlgeleiteten schlecht ausgeführt worden. Sein Glaube an seinen „Führer“ war ungebrochen: Ohne Goebbels, Himmler und Bormann wäre Hitler die „lichtvollste Gestalt der deutschen Geschichte“ geworden.
Sauckel wurde am 16. Oktober 1946 im Nürnberger Justizgefängnis hingerichtet, der Leichnam einen Tag später im Städtischen Krematorium auf dem Münchner Ostfriedhof eingeäschert und die Asche in den Wenzbach, einen Zufluss der Isar, gestreut.

## Dokument
Der Erlass Hitlers vom 21. März 1942 über die Ernennung eines Generalbevollmächtigten für den Arbeitseinsatz leitete die massenhafte und generell die teilweise bereits vorher praktizierte Zwangsdeportation Millionen europäischer Arbeitskräfte zum Einsatz in der deutschen Rüstungswirtschaft ein:
„Die Sicherstellung der für die gesamte Kriegswirtschaft, besonders für die Rüstung erforderlichen Arbeitskräfte bedingt eine einheitlich ausgerichtete, den Erfordernissen der Kriegswirtschaft entsprechende Steuerung des Einsatzes sämtlicher verfügbaren Arbeitskräfte einschließlich der angeworbenen Ausländer und der Kriegsgefangenen sowie die Mobilisierung aller noch unausgenutzten Arbeitskräfte im Großdeutschen Reich einschließlich des Protektorats sowie im Generalgouvernement und in den besetzten Gebieten. Diese Aufgabe wird Reichsstatthalter und Gauleiter Fritz Sauckel als Generalbevollmächtigter für den Arbeitseinsatz im Rahmen des Vierjahresplanes durchführen. In dieser Eigenschaft untersteht er dem Beauftragten für den Vierjahresplan unmittelbar. Dem Generalbevollmächtigten für den Arbeitseinsatz stehen zur Durchführung seiner Aufgaben die zuständigen Abteilungen III (Lohn) und V (Arbeitseinsatz) des Reichsarbeitsministeriums und dessen nachgeordnete Dienststellen zur Verfügung.“

## Überlieferung
Sauckels Nachlass wird im Bundesarchiv Koblenz als Bestand N 1582 verwahrt. Er umfasst Familienpapiere, Korrespondenzen Sauckels und Unterlagen aus Sauckels politischer Tätigkeit.

## Schriften

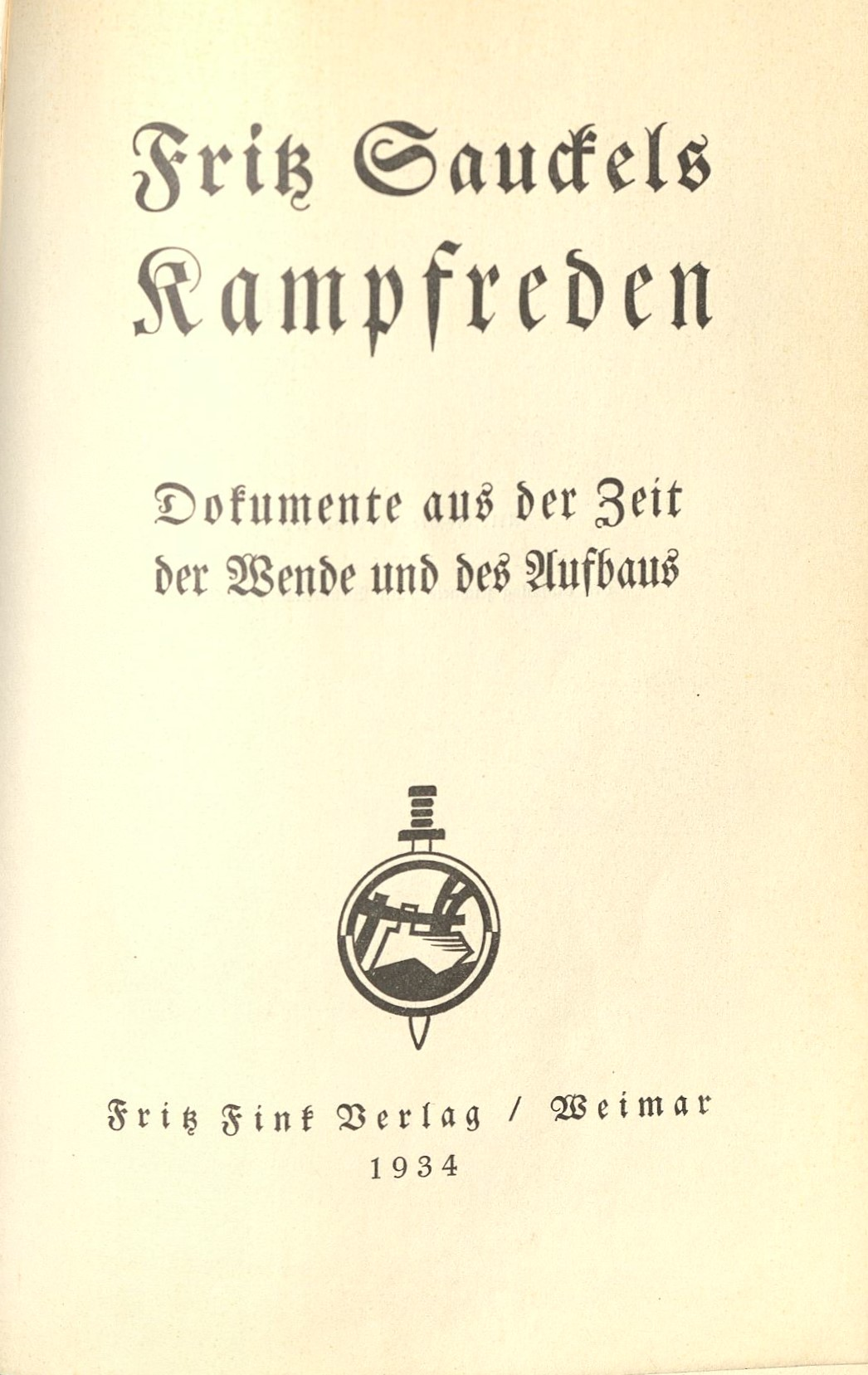
Fritz Fink als Herausgeber von Sauckels Kampfreden (1934)

- Kampf und Sieg in Thüringen. 1934.
- Kampfreden. Dokumente aus der Zeit der Wende und des Aufbaus. Ausgewählt und herausgegeben von Fritz Fink. Fink, Weimar 1934.
- Die Wilhelm-Gustloff-Stiftung. Ein Tatsachen- und Rechenschaftsbericht über Sozialismus der Gesinnung und der Tat in einem nationalsozialistischen Musterbetrieb des Gaues Thüringen der NSDAP. Weimar, 30. Januar 1938. Herausgegeben vom Stiftungsführer Fritz Sauckel. Weber, Leipzig/Berlin 1938.
- Bekenntnis zum Kinderreichtum der Tüchtigen. Rede des Gauleiters und Reichsstatthalters Fritz Sauckel am 26. Juni 1938 in Weimar. Gauorganisationsamt der NSDAP, Weimar 1938.

## Film
- Fritz Sauckel: Hitlers Mann in Thüringen. Dokumentation. Deutschland, 2009, 45 min., Autorin: Winifred König, Regisseur: Dirk Otto, Fachberater: Steffen Raßloff, Produktion: MDR, Erstausstrahlung: 16. August 2009 (Informationen zum Film)
- Lebensläufe. Fritz Sauckel – Gauleiter der NSDAP in Thüringen. Der größte Sklavenhalter seit den Pharaonen. Dokumentation. Deutschland, 2007, 45 Min., Buch und Regie: Ernst-Michael Brandt, Produktion: MDR, Erstausstrahlung: 4. November 2007, Inhaltsangabe (Memento vom 9. Dezember 2003 im Internet Archive) vom MDR